# Potentialbrunn
En potentialbrunn är det område som omger ett lokalt minimum av potentiell energi (lägesenergi). Energi som fångas i en potentialbrunn kan inte omvandlas till andra energiformer (kinetisk energi om potentialbrunnen är gravitationell), eftersom energin fångas i det lokala minimumet. Detta möjliggör att ett system inte når ett globalt minimum, vilket naturligt sker på grund av entropi. Om energi tillförs utifrån, så att lokala maxima övervinns, kan energin i brunnen frigöras. I kvantmekaniska system kan den potentiella energin frigöras även utan tillförd energi (tunnling) som en konsekvens av probabilistiska effekter.
Motsatsen till en potentialbrunn är en potentialbarriär, som är området kring ett lokalt maximum.